# Teófimo López
Teófimo Andres López est un boxeur américain né le 30 juillet 1997 à Brooklyn.

## Carrière
Passé professionnel en 2016, il devient champion du monde des poids légers IBF le 14 décembre 2019 après sa victoire par arrêt de l'arbitre au 2e round contre le ghanéen Richard Commey. Le 17 octobre 2020, il affronte Vasyl Lomachenko, champion WBA et WBO de la catégorie, et le bat par décision unanime.
Il est élu boxeur de l'année en 2020, avec Tyson Fury, par Ring Magazine.
Le 27 novembre 2021, il remet ses ceintures en jeu face à l'Australien George Kambosos Jr. au Madison Square Garden de New York et s'incline aux points. Lopez passe ensuite dans la catégorie des poids super-légers et remporte aux points à l'unanimité des juges le titre WBO contre l'Ecossais Josh Taylor le 10 juin 2023. Il conserve cette ceinture le 8 février 2024 aux dépens de Jamaine Ortiz qu'il bat aux points puis contre Steve Claggett le 29 juin 2024 et Arnold Barboza Jr. le 3 mai 2025.

## Filmographie
Sauf indication contraire, les informations mentionnées dans cette section peuvent être confirmées par la base de données cinématographiques IMDb,  présente dans la section « Liens externes ».
- 2022 : Creed 3 (Creed III) de Michael B. Jordan